# Сухенко Олександр Ігорович
Олександр Ігорович Сухенко (25 вересня 1996, Мотижин, Україна — 24 березня 2022, Мотижин, Україна) — український футболіст, правий вінгер та нападник низки клубів Київської області. Убитий російськими окупантами під час російського вторгнення в Україну.

## Життєпис
Олександр Сухенко народився в селі Мотижин Макарівського району Київської області. Батьки хлопця відігравали важливу роль у житті села — матір була старостою Мотижина, а батько входив до складу сільської ради та був президентом місцевого футбольного клубу «Колос». Саме там Сухенко-молодший і розпочав кар'єру футболіста, ставши чемпіоном і володарем Кубка Макарівського району.
Протягом 2018—2019 років захищав кольори «Чайки» з Петропавлівської Борщагівки, що виступала у Другій лізі чемпіонату України. За два сезони провів у Другій лізі 21 матч, у яких відзначився чотирма забитими м'ячами. Ще чотири матчі та один забитий м'яч Сухенко вніс до свого активу в розіграші Кубка України.
Згодом виступав у складі аматорського футбольного клубу «Кудрівка», з яким здобув «золото» чемпіонату Києво-Святошинського району та чемпіонату Київської області, та «Сокіл» з Михайлівки-Рубежівки, з яким став володарем Кубка Київщини.
23 березня 2022 року під час окупації Мотижина російськими військами зник разом з батьком та матір'ю. Тіла сім'ї Сухенків було знайдено 2 квітня 2022 року у братській могилі після звільнення Мотижина. Усі вони перед смертю зазнали тортур.

## Здобутки на аматорському рівні
- Чемпіон Київської області з футболу (1): 2020
- Володар Кубка Київської області з футболу (1): 2020

## Статистика виступів
| Сезон             | Команда           | Чемпіонат         | Чемпіонат | Чемпіонат | Кубок | Кубок | Кубок | Єврокубки | Єврокубки | Єврокубки | Інші кубки | Інші кубки | Інші кубки | Всього | Всього |
| Сезон             | Команда           | Змаг.             | Матчі     | Голи      | Змаг. | Матчі | Голи  | Змаг.     | Матчі     | Голи      | Змаг.      | Матчі      | Голи       | Матчі  | Голи   |
| ----------------- | ----------------- | ----------------- | --------- | --------- | ----- | ----- | ----- | --------- | --------- | --------- | ---------- | ---------- | ---------- | ------ | ------ |
| 2017—2018         | «Чайка» ПБ        | —                 | —         | —         | КУ    | 1     | 0     | —         | —         | —         | —          | —          | —          | 1      | 0      |
| 2018—2019         | «Чайка» ПБ        | 2Л                | 14        | 2         | КУ    | 1     | 0     | —         | —         | —         | —          | —          | —          | 15     | 2      |
| 2019—2020         | «Чайка» ПБ        | 2Л                | 7         | 1         | КУ    | 2     | 1     | —         | —         | —         | —          | —          | —          | 9      | 2      |
| Всього в «Чайці»  | Всього в «Чайці»  | Всього в «Чайці»  | 21        | 3         |       | 4     | 1     |           | 0         | 0         |            | 0          | 0          | 25     | 4      |
| Всього за кар'єру | Всього за кар'єру | Всього за кар'єру | 21        | 3         |       | 4     | 1     |           | 0         | 0         |            | 0          | 0          | 25     | 4      |

## Родина
- Матір — Сухенко Ольга Петрівна (1971—2022), староста села Мотижин (2006—2022)
- Батько — Сухенко Ігор Васильович (1966—2022), депутат Мотижинської сільської ради, президент аматорського футбольного клубу «Колос» (Мотижин)

## Дивіться також
- Список українських спортсменів, тренерів і функціонерів, що загинули під час Революції гідності чи внаслідок російської агресії в Україні